# Wenzelberg, Antarktis
Wenzelberg är ett berg i Antarktis. Det ligger i Östantarktis. Nya Zeeland gör anspråk på området. Toppen på Wenzelberg är 1 771 meter över havet.
Terrängen runt Wenzelberg är varierad. Trakten är obefolkad. Det finns inga samhällen i närheten. 